# Combate de Punta Lara (febrero de 1828)
El Combate de Punta Lara (o Monte Santiago) de febrero de 1828 fue un enfrentamiento menor entre una escuadrilla de la Armada Argentina y la escuadra del Imperio del Brasil durante el último año de la Guerra del Brasil.

## Historia
A mediados de febrero de 1828 el comandante de la escuadra argentina Guillermo Brown consiguió eludir el bloqueo imperial al puerto de la ciudad de Buenos Aires y salió con su escuadrilla en escolta de un regimiento de caballería para refuerzo del ejército en operaciones en la Banda Oriental.
Mientras que en Buenos Aires el 17 de febrero ocurría la refriega en la costa de Quilmes entre la escuadrilla que permanecía en puerto y la escuadra bloqueadora brasilera, Brown desembarcaba las tropas en la Banda Oriental y gobernaba río abajo con las goletas Maldonado y 9 de Febrero y el bergantín 8 de Febrero.
Encontrándose a la vista del Cerro de Montevideo, reconoció una división imperial por lo que emprendió el regreso. En las primeras horas del día 22 de febrero se topó cerca de Punta Lara con la fuerte división bloqueadora, compuesta del Carioca y doce bergantines y goletas, que le cerraban el paso al puerto por lo que decidió aprovechar el menor calado de sus naves y buscar refugio en los bajíos de Monte Santiago (Ensenada de Barragán), para sostener allí al ancla y por cuatro horas el combate con una fuerza enemiga que triplicaba en buques y potencia de fuego a la propia.
Dado que el Río de la Plata estaba muy crecido la estrategia no fue en principio tan eficaz como en otras oportunidades: dos bergantines imperiales, uno de ellos el Caboclo, pudieron pasar en línea y a tiro de pistola descargando sendas andanadas para replegarse luego junto a sus consortes. Durante el resto de la acción, la escuadra imperial se mantuvo cañoneando a distancia, hasta que el Caboclo dio señal de replegarse.

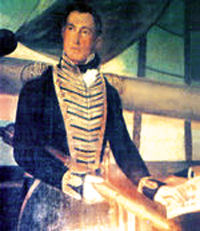
Brown (óleo de F.Goulu, 1825).

Durante la acción, Brown no recibió ayuda alguna de la ciudad cercana. Francisco Lynch, comandante de puerto, reflejaría lo sucedido de esta manera:

"Dia 22: Han dado la vela las cañoneras N° 1 y N° 8 al mando del teniente D.Juan Maximin en protección del general Brown, el que según el parte del subdelegado de la Ensenada se batía con sus tres buques con cinco enemigos a las seis de la mañana tras el Monte Santiago, siendo la única fuerza de que puede disponerse por el estado de inutilización en que han quedado los demás de resultas del combate del 17."
Lynch, Francisco, La guerra contra el Imperio del Brasil.

Finalmente se demoró la salida de las cañoneras hasta la noche, cuando lo hicieron al mando del capitán La Rosa, quien a la 1 de la mañana regresaba tras ser atacado por cuatro lanchones enemigos y algunos botes frente a Quilmes.
Por su parte, Brown permaneció al ancla hasta la noche, cuando puso rumbo a Buenos Aires pasando frente a Quilmes a la vista de la escuadra brasilera y consiguiendo incluso capturarles el bote corsario Fortuna tripulado por diez marineros franceses al servicio del Imperio.
Interrogado su capitán, Brown tuvo noticia de que los brasileros tenían previsto efectuar un desembarco para apoderarse de su persona en su propia casa, que se ubicaba en un sitio solitario de la ribera.